# إكسابرولول
إكسابرولول وهو محصر مستقبل بيتا.